# スウィートピー・アトキンソン
スウィートピー・アトキンソン（Hillard "Sweet Pea" Atkinson、1945年9月20日 - 2020年5月5日）は、ウォズ (ノット・ウォズ)・バンドのボーカリストの1人として知られているアメリカ合衆国のR&Bシンガーである。1982年、最初のウォズ (ノット・ウォズ)のアルバムがリリースされた直後に、ファースト・ソロ・アルバム『エッ? スウィートピー』（Don't Walk Away）をレコーディングしリリースした。このアルバムは、ウォズ (ノット・ウォズ)のメンバーであるデヴィッド・ワイスとドナルド・フェイゲンソン（ウォズ兄弟とも呼ばれる）によって共同でプロデュースされた。1997年に、アトキンソンはクリス・クリストファーソンとともに、ドン・ウォズの「Orquestra Was」という別名義でリリースされたアルバム『Forever's A Long, Long Time』に含まれる15分の短編映画に出演した。また、このハンク・ウィリアムズの曲をウォズが解釈したアルバムのほとんどの曲で、アトキンソンはリード・ボーカリストとして演奏に参加した。
アトキンソンは後にブルース・ギタリストであるランディ・ジェイコブス――ウォズ (ノット・ウォズ)の最も成功したヒット曲「ウォーク・ザ・ダイナソー」を共同で作曲した、長年にわたるウォズ (ノット・ウォズ)のセッション・ギタリストと力を合わせるようになった。2人は、ザ・ボーンシェイカーズ (The Boneshakers)と呼ばれるバンドで、一緒に3枚のアルバムをリリースした。それらのうち2枚、1997年のPoint Blank Recordsからの『ブック・オブ・スペルズ』、1999年のこちらもPoint Blank Recordsからの『Shake the Planet』はスタジオ・レコーディングであった。彼らがまとめた3枚目のアルバムは、グルーヴィーな女性サクソフォーン奏者ミンディ・エイベアとのライブ・アルバム『Live in Seattle』である。これはコンコード・レコードからリリースされた。さらに2枚のアルバムが「ミンディ・エイベア・アンド・ザ・ボーンシェイカーズ」のクレジットで出された。『The Eastwest Sessions』（2017年）と『All I Got For Christmas Is The Blues』（2018年）である。
2020年5月5日、ロサンゼルスにて心筋梗塞で亡くなった。74歳だった。

## 批評と評価
ロバート・クリストガウ（音楽批評家）は、アルバム『エッ? スウィートピー』にA評価を与え、「演技者として、アトキンソンはナンセンスな[ワズ兄弟]の音楽に自身を委ねましたが、彼は明らかにディオンヌ・ワーウィック、ザ・タイムス、ジェネラル・ジョンソン、エディ・ラビットの音楽に自身の真実を見つけました」と書いた。オールミュージックのウィリアム・ルールマンは、アルバムに5つ星評価で3つ星を与えた。そのレビューにおいて、「すべての意図と目的のために、これはウォズ (ノット・ウォズ)のレコードになっている」とし、「ほとんどこのレコードには、ほぼほぼウォズ (ノット・ウォズ)の作品と同じような皮肉で通底するものがあります」とルールマンは書いている。

## ディスコグラフィ

### ソロ・アルバム
- 『エッ? スウィートピー』 - Don't Walk Away (1982年、アイランド)
- Get What You Deserve (2017年、ブルーノート)[13]